# 카롤리네 뮐러
카롤리네 프레데리케 뮐러(덴마크어: Caroline Frederikke Müller, 결혼 이전의 성(姓): 할레(Halle), 1755년 2월 5일 ~ 1826년 11월 7일)는 덴마크, 스웨덴의 배우, 오페라 가수(메조소프라노)이다.
6세에 덴마크 왕립극장 산하 발레단에 입단했으며 1768년에는 연극 배우, 1769년에는 가수로 데뷔했다. 1770년대에는 덴마크의 오페라 공연에서 주연을 맡았다. 1774년에는 음악 교사 겸 비서였던 토마스 발테르(Thomas Walther)와 결혼했지만 1775년에 이혼하고 만다.
1780년에 스웨덴으로 이주하면서 스톡홀름에 위치한 스웨덴 왕립 오페라에서 활동했다. 독일의 음악가인 크리스티안 프리드리히 뮐러(Christian Friedrich Müller)와 결혼했지만 나중에 이혼하고 만다. 1788년부터 왕립 스웨덴 음악 아카데미에서 활동했고 1806년에 은퇴했다.